# Håkon Wium Lie
Pour les articles homonymes, voir Lie.
Håkon Wium Lie (né en 1965 en Norvège), est le directeur technique d'Opera Software, où il travaille depuis 1999.
Il a étudié au Østfold College, à l'Université de Géorgie et au MIT Media Lab, où il obtient une maîtrise (Master of Science) d'études visuelles en 1991. Il a soutenu avec succès une thèse de doctorat à l'Université d'Oslo le 17 février 2006.
Il est connu pour avoir proposé, avec Bert Bos le concept de feuilles de style en cascade en 1994. Il a entre autres travaillé pour le W3C, l'INRIA, le CERN, le MIT Media Lab et pour Norwegian telecom research à Televerket.
En 2005, il propose le test Acid2 développé et publié ensuite par le WaSP.
En 2005, il rejoint le bureau de YesLogic, société qui développe l'éditeur XML / CSS Prince XML.
En 2023, il donne un peu de son temps comme modérateur de Rébellion Architecturale en Norvège.